# Ždrapanj
Ždrapanj je naselje u sastavu Grada Skradina, u Šibensko-kninskoj županiji. Nalazi se oko 9 kilometara sjeverozapadno od Skradina.

## Povijest
Ždrapanj se od 1991. do 1995. godine nalazio pod srpskom okupacijom, tj. bio je u sastavu SAO Krajine.

## Stanovništvo
Prema popisu iz 2011. godine naselje je imalo 15 stanovnika.
| broj stanovnika | 46    |       | 60    | 60    | 65    | 72    | 140   | 121   | 129   | 155   | 162   | 148   | 145   | 134   | 8     | 15    | 21    |
|                 | 1857. | 1869. | 1880. | 1890. | 1900. | 1910. | 1921. | 1931. | 1948. | 1953. | 1961. | 1971. | 1981. | 1991. | 2001. | 2011. | 2021. |

## Znamenitosti
- crkva svetog Bartola